# Олга Гиљот
Олга Гиљот (шп. Olga Guillot; Сантијаго де Куба, 9. октобар 1922 – Мајами Бич, 12. јул 2010) била је кубанска певачица, која је била позната као „краљица болера“. Била је родом из кубанског града Сантијаго де Куба.

## Биографија
Била је ћерка каталонских уметника који су се преселили на Кубу. Родила се у Сантијаго де Куби 9. октобра 1922. године. Њена породица се преселила у Хавану када је она била мало дете. Као тинејџерка, заједно са својом сестром Аном Луисом, наступају као Duo Hermanitas Guillot. Њен таленат болеро певачице није био откривен све до 1945. године када је Факундо Риверо, утицајна особа кубанске музике из тог времена, први пут чуо како пева, одлучио да јој помогне тако што ће јој обезбедити њен професионални певачки деби у познатом хаванском ноћном клубу. Убрзо након тога, Олга упознаје Мигелита Валдеза који је одводи у Њујорк како би снимила свој први албум под етикетом Decca Records-a.
Олга Гиљот је отпутовала у Мексико 1948. године. Тамо утврђује себе као међународну певачицу и глумицу, која се појављује у различитим филмовима и издаје свој други албум. У Мексику ужива велику популарност по први пут у својој каријери.
Године 1954. је снимила песму Лажи ме (шп. Miénteme) која постаје хит широм Латинске Америке, за коју добија три узастопне награде, вративши се у родну Кубу као „најбоља кубанска певачица“.
1958. је била важна година за Олгу Гиљот јер по први пут одлази на турнеју у Европу, наступајући у Италији, Француској, Шпанији и Немачкој. Певала је заједно са легендарном Едит Пијаф на свом концерту у Кану.
Олга Гиљот је имала кућу на Куби и Мексику одакле је путовала широм света. Пошто је била против режима Фидела Кастра, 1961. године је одлучила да, за своје добро, напусти Кубу и себе афирмише у Венецуели. Не дуго након тога, напушта Венецуелу, и одлази у Мексико, где одлучује да он буде њена једина резиденција.
У међувремену, она одлази на турнеју широм света, певајући у Израелу, Јапану и Хонг Конгу. 1963. године је добила Златну палму као „најбоља болеро певачица Латинске Америке“. Награду је добила у Холивуду у Калифорнији. Олга Гиљот, 1964. године је певала на чувеном њујоршком Карнеги холу, поставши прва латино певачица која је ту певала.
Олга Гиљот наставља са својим турнејама наредних четрдесет година, издајући преко педесет албума и добивши бројне награде и достигнућа из света музике. Била је веома добра пријатељица са Селијом Круз којој се обраћала са „(њена) сестра“. Када је Селија Круз преминула од рака, Олга је била у великој жалости губитком своје блиске пријатељице и земљакиње. Била је кума певача Хозе Хозеа. Живела је углавном у својој кући у Мексику и кондоминијуму у Мајами Бичу на Флориди.

## Смрт
Олга Гиљот је преминула 12. јула 2010. године, у Мајами Бичу, у својој 87-ој години, од последице срчаног удара. Њена ћерка јединица, Олга Марија Тозет-Гиљот, била је рођена у вези са пијанистом и композитором Ренеом Тозетом.

## Дискографија
Информације о дискографији су углавном добијене из колекције The Cristóbal Díaz Ayala, са FIU-а, из оригиналних снимака који су доступни. Дискографија није потпуна јер постоје још других снимака и реиздања. Ажурирано 2. септембра 2017. године.
Са Panart Records-ом
- 3105 Sus Primeros Éxitos (1946)
- LP3105 Olga Guillot Sus Primeros Éxitos (1962) Reissue

Са Puchito Records-ом
- LPP-101 Olga Guillot La Mejor Voz Cancionera de Cuba (1954)
- LPP-102 Olga Guillot (1955)
- LPP-104 Olga Guillot (1956)
- LPP-509 Olga Guillot (1954)
- MLP-515 Romance y Melodia (1957)
- MLP-525 Olga Guillot (1958)
- MLP-526 Intimidades con Olga Guillot (1958)
- MLP-530 Creaciones de la Guillot (1959)
- MLP-538 Olga en Mexico (1959)
- MLP-555 Olga de Cuba (1960)
- MLP-559 Comunicando (1960)
- MLP-564 Lo mejor de Olga Guillot (1963)
- MLP-580 La Insuperable Olga (1964)

Са Musart Records-ом
- D-342 Intimidades con Olga Guillot (1958)
- DM-292 Olga Guillot (1959)
- 402 Con Amor (1959)
- D-435 Olga en Mexico (1959)
- D-528 Canciones a la Guillot
- D-574 Olga en Cuba (1960)
- DM-672 Olga (1961)
- DM-751 Olga Guillot y Las Canciones de Maria Grever (1962)
- D-855 La Temperamental (1963)
- DM-935 Añorando el Caribe (1964)
- DM-959 12 Exitos Romanticos Voy (1964)
- DC-1011 Los Éxitos de Olga Guillot
- DM-1060 Mas Exitos Romanticos de Olga Guillot (1965)
- DM-1180 Y Siguen los Éxitos de Olga Guillot (1966)
- DM-1256 Gracias America
- DM-12561 Bravo (1967)
- D-1280 Olga Guillot No, Celoso (1967)
- DM-1312 Olga Le Canta a America (1967)
- DM-1360 Olga Guillot interpreta a Manzanero (1967)
- DM- 1384 Olga Guillot Interpreta sus Futuros Éxitos
- EDM-1423 Olga Guillot Vol. 14 (1969)
- 1472 Olga Guillot Vol. 15 (1970)
- EDM-1472 La Mujer Que Te ama (1970)
- DM-14501 Olga Guillot Vol. 17
- DM-14507 Quien Da Mas (1971)
- 1536 Olga Guillot Recuerdame (1971)
- DM-1576 Y ahora....Olga (1972)

Са Oasis/Musart Records-ом
- OA 323 Olga Guillot
- OA-383 15 Éxitos de Olga Guillot (1984)

Са Aro Records-ом
- LP123 Vol. I Olga Guillot Sus Grandes Éxitos

Са Trébol/Musart-ом
- T10210 Olga Guillot (1971)
- T10301 Olga Guillot
- TAT 10657 La Temperamental Olga Guillot 3 LP´s

Са Codiscos/Trebol-ом
- ELDD-50208 Epoca de Oro Olga Guillot (Colombia)

Са Dardo Records-ом
- JDP 3645 Olga Guillot
- JDP 3645 Comunicando con Olga Guillot
- JDP 3648 Creaciones de La Guillot

Са Disco Records-ом
- D2001 Olga Guillot y El Trío Los Murcianos (1971)

Са Montilla Records-ом
- MLP 509 Olga Guillot Orquesta Hermanos Castro (1954)

Са CBS/Caytronics Records-ом
- CYS1479 Se me olvidó otra vez (1976)
- 19.652 Soy Lo Prohibido (1976)
- S81646 Se me Olvidó Otra Vez (1976)

Са Music Hall/Musart Records-ом
- 771 Bravo
- 775 Olga Guillot
- 12.578 Vámonos de Fiesta
- 12.733 Soñando Boleros
- 12.747 La Guillot Interpreta Manzanero
- 12.765 12 Éxitos Románticos
- 12.773 Mas Romántico
- 12.807 El Temperamento de la Guillot
- 12.852 Olga de América (1971)
- 12.876 Única Olga Guillot

Са Odeon Records-ом
- LDS 2092 Olga Guillot y Las Canciones de Maria Grever

Са Orfeon Records-ом
- JP-2244 Olga Guillot En Concierto (1977)
- LP-1650-5081 Olga Guillot (1977)
- LP-LP-16H5082 Olga Guillot (1977)
- 13.2035/9 Olga Guillot (1980)
- EPC88544 Recuerdos de Oro Olga Guillot 2LP

Са Gaviota/Cisne Records-ом
- CI-1297 Olga Guillot Total
- CI-1301 Contigo a la Distancia
- CGV-8110 Lo Mejor de Olga Guillot (1982)

Са Astral Records-ом
- CGS3710 Para Mi Publico Cuenta Conmigo Olga Guillot (1982).

Са AF Records-ом
- Serie T.V.8001 Los 15 Grandes de Olga Guillot

Са Rex/Musart Records-ом
- R233 Sigue La Temperamental

Са Ricky Records-ом
- LP 101 Olga Guillot Recordando El Pasado

Са Tropical Records-ом
- TRLP 5167 Voy y Copa de Vino

Са Interdisc Records-ом
- 3054 Olga Guillot Cuenta Conmigo

Са Zafiro/Musart Records-ом
- ML-2 Éxitos Inolvidables de Olga Guillot (1967)
- ML-11 Olga Le Canta A America (1967)
- ZV-848 Olga Guillot (1975)

Са DM Records-ом
- 90.931/6 Olga Guillot Vámonos de Fiesta (1966)

Са Adria/Antilla Records-ом (реиздање)
- AP-1 Época de Oro Olga Guillot Vol. 1
- AP-2 Canciones Que Siempre Quise Grabar
- AP-3 Olga Guillot Campanitas de Cristal
- AP-3 (Antilla) Olga Guillot Campanitas de Cristal
- AP-4 Blanca Navidad Olga Guillot
- AP-4 Machito y Pavo Olga Guillot Blanca Navidad
- AP-28 Olga Guillot No me Quieras Asi
- AP- 29 Época de Oro Olga Guillot Vol. II
- AP- 29 (Antilla) Época de Oro Olga Guillot
- AP- 30 Enamorada Olga Guillot
- Ap- 32 Olga Guillot en La Intimidad

Са UA Latino-м
- LT-LA114-E-2 Olga Guillot 2 LP's (1973)

Са Warner Records-ом
- 87844-2 Faltaba yo CD (2001)

## Филмографија
- Venus de Fuego (Мексико, 1949)
- No Me Olvides Nunca (Мексико/Куба, 1956)
- Yambaó - Cry of the Bewitched (Мексико/Куба, 1957)
- Matar Es Facil (Мексико, 1965)